# Магазинское сельское поселение
Магазинское се́льское поселе́ние (укр. Магазинське сільське поселення, крымскотат. Магъазы кой юрту, Mağazı köy yurtu) — муниципальное образование в составе Красноперекопского района Республики Крым России.

## География
Поселение расположено на востоке района, у границы с Джанкойским, в степном Крыму, на южном берегу озёр Перекопской группы: Кирлеутского и Айгульского. Граничит на юго-западе с Орловским и на западе с Воинским сельскими поселениями.
Площадь поселения 97,61 км².
Основная транспортная магистраль — региональная автодорога 35Н-294 Воинка — Магазинка (по украинской классификации — С-0-10723).

## Население
| 2001  | 2014  | 2015  | 2016  | 2017  | 2018  | 2019  |
| ----- | ----- | ----- | ----- | ----- | ----- | ----- |
| 2959  | ↘1959 | ↗1963 | ↘1952 | ↘1925 | ↘1891 | ↗1906 |
| 2020  | 2021  |       |       |       |       |       |
| ↘1885 | ↗2165 |       |       |       |       |       |

## Состав сельского поселения
Поселение включает 4 населённых пункта:
| № | Населённый пункт  | Тип населённого пункта | Население на 2014 год |
| - | ----------------- | ---------------------- | --------------------- |
| 1 | Магазинка         | село, центр            | ↘1168                 |
| 2 | Богачёвка         | село                   | ↘57                   |
| 3 | Новоалександровка | село                   | ↘225                  |
| 4 | Новоивановка      | село                   | ↘509                  |

## История
В 1960 году был создан Магазинский сельский совет путём преобразования Ново-Александровского сельсовета и на 15 июня 1960 года уже имел современный состав. С 12 февраля 1991 года сельсовет в восстановленной Крымской АССР, 26 февраля 1992 года переименованной в Автономную Республику Крым. По Всеукраинской переписи 2001 года население совета составило 2959 человек. С 21 марта 2014 года в составе Крыма аннексировано Россией. Законом «Об установлении границ муниципальных образований и статусе муниципальных образований в Республике Крым» от 4 июня 2014 года территория административной единицы была объявлена муниципальным образованием со статусом сельского поселения.